# Tumbes (département)
Le département de Tumbes (en espagnol : [ˈtumbes]) localement Departamento de Tumbes est l'un des vingt-quatre départements qui, avec la province constitutionnelle de Callao et la province de Lima, composent la République du Pérou. Sa capitale est la ville homonyme de Tumbes, située au bord du fleuve du même nom et à 25 minutes en voiture de la frontière avec l'Équateur.
Le département est situé à l'extrême nord-ouest du pays. Il est limité au nord-est et à l'est par l'Équateur, au sud par le département de Piura et au nord-ouest le golfe de Guayaquil sur l'océan Pacifique.
Avec 4 669,20 km2, c'est le plus petit département du pays et son troisième département le moins peuplé après Moquegua et Madre de Dios, mais avec une densité de population de 48,2/km2, c'est le 5e plus densément peuplé et le 4e le plus peuplé avec 191 713 habitants.
Il a été créé le 25 novembre 1942.

## Histoire
Le nom Tumbes provient, soit de Tumpis, un groupe de peuples indigènes autochtone, du mot tumbos, une espèce de passiflore qui abondait dans la région, soit du nom du cacique Tumba dont le fils a fondé et peuplé le territoire.

### Avant leXIVesiècle
Le territoire est connu pour son riche passé historique Moche et Chimú, le nom du département provenant de l'ancienne civilisation pré-inca de Lambayeque qui a produit  les plus belles pièces d'orfèvrerie de l'ancien Pérou.
Le territoire où se trouve aujourd'hui le Tumbes, à l'époque pré-inca, était habité par de grands groupes ethniques d'agriculteurs, de chasseurs, de pêcheurs et de marchands. L'un de ces groupes appelé culture tumpis aurait donné son nom au département.
Ses habitants sont devenus les marins les plus accomplis de la côte péruvienne et se sont distingués par la pêche et la sculpture des coquilles de mollusques de l'espèce Spondyllus foliaceus.
Plus tard, la zone a été intégrée au royaume de Chimor. Les cultures les plus récentes qui ont vécu sur le territoire de Tumbes ont laissé des traces du raffinement dans leurs céramiques, les huacas et les ruines qui subsistent encore aujourd'hui.

### AuXVesiècle

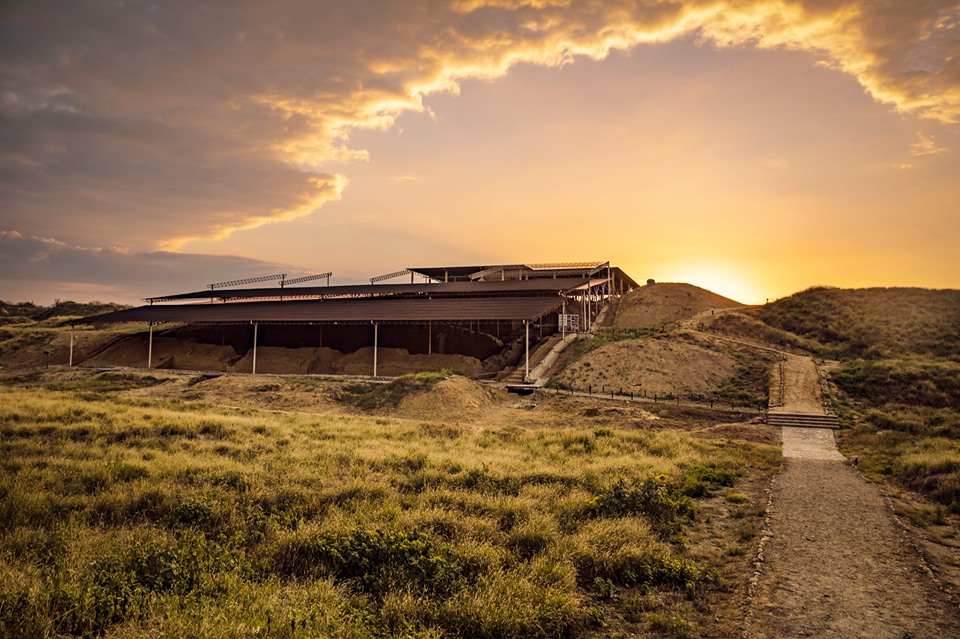
Site de "Cabeza de Vaca" sur le Qhapaq Ñan d'où partait les chargements de spondylus vers tout le Tawantinsuyu.

Pendant l'Empire Inca, et en particulier pendant le gouvernement de l'Inca Pachacutec, le peuple de Cuzco étendit sa domination sur Tumbes et au-delà vers le nord jusqu'à l'Équateur et le sud de la Colombie actuelle.
La région actuelle de Tumbes était sur la route côtière du Qhapaq ñan parallèle à la route des hauts-plateaux andins qui, elle, continuait jusqu'à Quito et au-delà. La région était ainsi reliée par plusieurs branches au réseau des 22 500 km de chemins incas qui parcouraient l'empire du Nord au Sud.
L'intégration au Tahuantinsuyu s'est poursuivie pendant les règnes de Tupac Yupanqui et Huayna Capac. Celui-ci a fait de Tumbes le point de départ clé pour sa campagne de conquête du peuple Cañaris du sud de l'Équateur.

### Conquête espagnole
En 1531, les premiers Espagnols commandés par Francisco Pizarro lors de sa 3e expédition en Amérique, arrivent au Pérou à la recherche de l'or, par un port appelé aujourd'hui Puerto Pizarro à 5 km de la ville de Tumbes.
Arrivé à Tumbes, ils découvrent une ville ravagée par trois ans de guerre. Pizarro est informé qu'une guerre civile divise l'empire inca : depuis la mort de Huayna Capac en 1529, ses deux fils Huáscar et Atahualpa s'affrontent à mort pour prendre le pouvoir.
Les Espagnols sont d'abord secondés par les habitants, mais révoltés par leurs exactions ils ne tardent pas à se soulever contre les nouveaux arrivants. Les indigènes livrent alors une résistance farouche dans des combats dans les mangroves.
En 1532, Pizarro décide de quitter Tumbes et de poursuivre l'expédition, dirigeant l'avant-garde vers le sud le long de la côte, fondant des villes en chemin. Avant de partir, Pizarro a fait placé une croix, symbole du christianisme, sur la plage connue aujourd'hui sous le nom de La Cruz.
À l'époque coloniale, Tumbes n'était qu'un point de passage où soldats et aventuriers s'arrêtaient momentanément pour se réapprovisionner et continuer à voyager.
L'indépendance de Tumbes a été proclamée le 7 janvier 1821.

### Depuis l'indépendance
Tumbes, cependant, a acquis une importance permanente après l'indépendance du Pérou. Avec les revendications territoriales de longue date de l'Équateur sur la région de Loreto au Pérou, la proximité de Tumbes avec la frontière l'a exposée comme un point de résistance dans certains épisodes des conflits frontaliers dont l'origine date de 1563 et qui n'a été résolu qu'en 1999.
L'esprit combatif et patriotique du peuple de Tumbes s'est particulièrement manifesté lors de la deuxième guerre péruano-équatorienne de 1941.
La Provincia Litorale de Tumbes a été élevée en 1942 au rang de département, se séparant de celui de Piura, en reconnaissance de son soutien aux forces armées péruviennes contre les Équatoriens. Après la bataille de Zarumilla (juillet 1941), le conflit fut résolu avec la signature de la loi Talara, prédécesseur du protocole de Rio de Janeiro qui mit fin à la guerre.
Dans le cadre du processus de décentralisation du Pérou, un référendum a eu lieu le 30 octobre 2005 pour décider si le département fusionnerait avec les départements de Piura et de Lambayeque pour créer la nouvelle région Nord. Cependant, les électeurs du département ont voté contre la fusion.

## Géographie

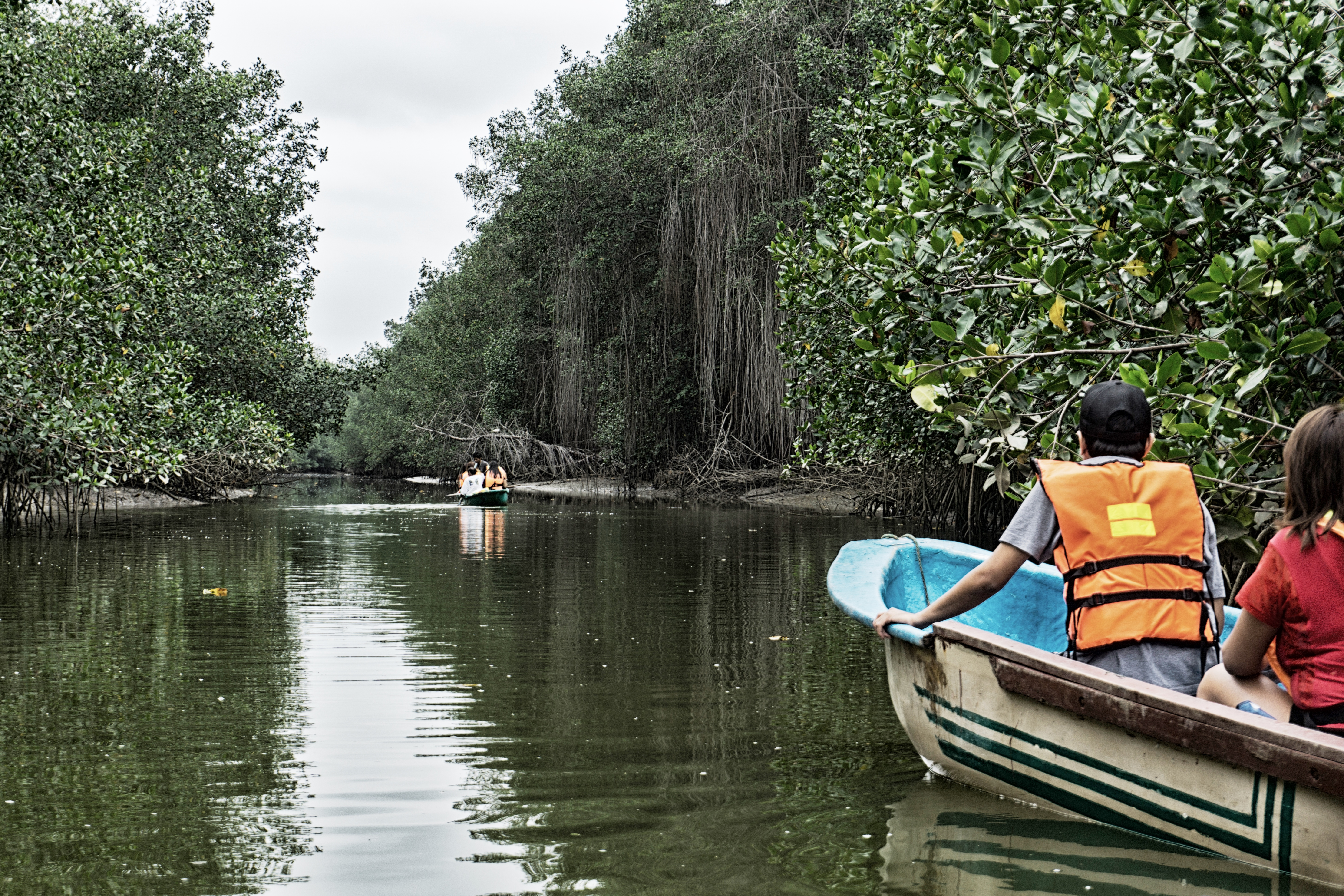
Les mangroves du sanctuaire national de Tumbes.

Le département est limité au nord et à l'est par les provinces équatoriennes d'El Oro et de Loja, au sud par le département péruvien de Piura, à l'ouest par l'océan Pacifique.
Le département comprend l'étroite plaine côtière à l'ouest et les collines d'Amotape au nord, dominées par la forêt sèche équatoriale, et les mangroves du golfe de Guayaquil et les forêts tropicales au nord.

### Morphologie
Morphologiquement, quatre zones peuvent être définies dans le département : 
- le delta des rivières Tumbes et Zarumilla peu profond, où lorsque la marée est basse, de petits bancs de sable apparaissent couverts par la végétation des mangroves qui couvraient autrefois 28 000 ha;
- une plaine alluviale au nord de la rivière Tumbes, avec des ravins secs et de faible profondeur;
- d'anciennes terrasses fortement érodées dans la région de Máncora;
- et la chaîne de montagnes Amotape à l'est et au sud, se terminant à la montagne El Barco.

Sur le littoral du département se trouve la baie de Tumbes, ainsi que plusieurs îles, dont parmi les plus importantes: l'île Matapalo (es), l'île Correa (es) et l'île Roncal (es) qui sont trois îles péruviennes d'un archipel équatorien qui en compte une douzaine, sur la côte de la province d'El Oro.

### Écosystèmes

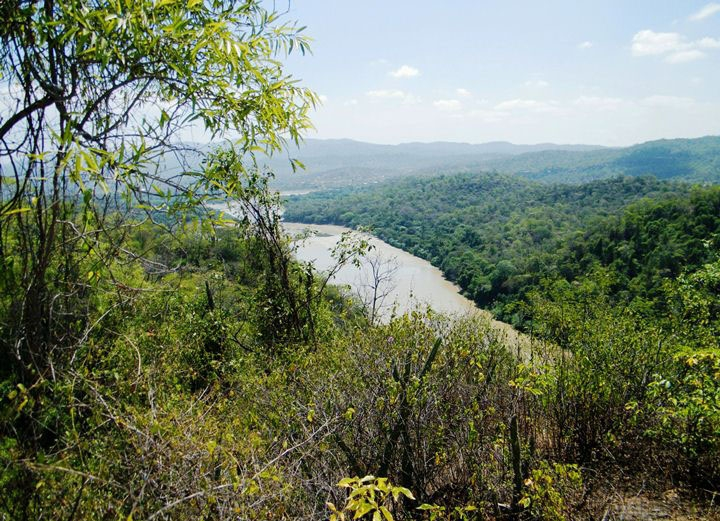
Le fleuve Tumbes dans le Parc national Cerro Amotape.

Malgré sa petite superficie - c'est la deuxième plus petite région du Pérou - Tumbes possède une grande variété d'écosystèmes: mangroves, forêts sèches de Tumbes – Piura, les seules forêts tropicales côtières du Pérou et une mer riche et chaude. Environ 50 % du territoire du département est couvert par trois zones naturelles protégées: le sanctuaire national des Manglares de Tumbes (qui fait partie des mangroves du golfe de Guayaquil – Tumbes), le parc national de Cerros de Amotape et la réserve nationale de Tumbes qui constituent la réserve de biosphère nord-ouest d'Amotapes-Manglares.
Outre la variété de ses environnements, grâce à son climat tropical, les belles plages de Punta Sal, Puerto Pizarro et Zorritos sont des attractions touristiques en plein développement. Dans cette zone se trouve également la plage de Caleta de La Cruz, où Francisco Pizarro a placé la première croix chrétienne sur la côte Pacifique avant de se lancer à la conquête du territoire actuellement péruvien.

### Climat
Le territoire constitué de l'extrême nord, du centre et du côté est du département est le dernier héritage de la forêt tropicale dense et pluvieuse du Pacifique au Pérou, qui s'étendait autrefois au département de Lambayeque. Cette zone se caractérise par des températures et une humidité élevées tout au long de l'année. La température moyenne est de 30 °C, dans la zone de mangroves qui s'étend de Zarumilla au district de La Cruz, près de Zorritos.

La zone qui s'étend de l'intérieur du golfe de Guayaquil, passe par la région équatorienne d'El Oro et va jusqu'au Pérou a, par contre, un climat de savane tropicale que les scientifiques nomment climat de forêt sèche équatoriale. Il s'étend à travers le Tumbes, le Piura, dans toute la partie orientale des yungas du Lambayeque et aussi dans l'extrême nord du département de La Libertad. Dans ces territoires, les précipitations sont moindres puisqu'elles ne surviennent que pendant les mois d'été (décembre à avril).

À partir de début janvier le département commence à enregistrer une augmentation de la température et des précipitations comme ici à Pampas de Hospital.

Le climat de la région de Tumbes est chaud, en partie tropical humide et en partie tropical semi-sec, avec une température moyenne de 25,3 °C. La température maximale en été est de 40 °C (plus élevée si l'événement El Niño est présent) et le minimum est de 18 °C la nuit en hiver. La température descend rarement en dessous de 26 °C pendant la journée. Au printemps et en automne, la température varie entre 21 et 30 °C.

Carte des provinces et districts du département de Tumbes.

### Division administrative
Le département est divisé en 3 provinces et en 13 districts.
- Composée de 4 districts, la province de Zarumilla au nord-ouest limitée au nord-ouest par l'océan Pacifique, au nord, à l'est et au sud par l'Équateur, à l'ouest par la province de Tumbes. La rivière éponyme marque la frontière avec l’Équateur, pays où elle prend sa source.
- La province de Tumbes bordée au nord par l'océan Pacifique, à l'est par province de Zarumilla, au sud par l'Équateur et la province de Sullana du département de Piura, à l'ouest par la province de Contralmirante Villar. La province est divisée en 6 districts.
- La province de Contralmirante Villar baignée au nord et à l'ouest par l'océan Pacifique, limitée à l'est par la province de Tumbes et au sud par la région de Piura. Elle comprend 3 districts.

Cette dernière province a été ainsi nommée, en l'honneur du contre-amiral Manuel Villar Olivera (1801-1889) officier de la marine péruvienne - de guerre et marchande - qui s'illustra lors de diverses batailles navales lors des conflits avec la Colombie, au combat d'Abtao et pendant la Guerre du Pacifique.
| Organisation territoriale de Tumbes | Organisation territoriale de Tumbes | Organisation territoriale de Tumbes | Organisation territoriale de Tumbes | Organisation territoriale de Tumbes | Organisation territoriale de Tumbes | Organisation territoriale de Tumbes   |
| Province                            | Capitale                            | Superficie (km²)                    | Population (2016)                   | Création                            | Altitude (m)                        | District                              |
| ----------------------------------- | ----------------------------------- | ----------------------------------- | ----------------------------------- | ----------------------------------- | ----------------------------------- | ------------------------------------- |
| Province de Tumbes                  | Tumbes                              | 1800.35                             | 166150                              | 1821                                | 23                                  | 1 - District de Tumbes                |
| Province de Tumbes                  | Tumbes                              | 1800.35                             | 166150                              | 1821                                | 23                                  | 2 - District de Corrales              |
| Province de Tumbes                  | Tumbes                              | 1800.35                             | 166150                              | 1821                                | 23                                  | 3 - District de La Cruz               |
| Province de Tumbes                  | Tumbes                              | 1800.35                             | 166150                              | 1821                                | 23                                  | 4 - District de Pampas de Hospital    |
| Province de Tumbes                  | Tumbes                              | 1800.35                             | 166150                              | 1821                                | 23                                  | 5 - District de San Jacinto           |
| Province de Tumbes                  | Tumbes                              | 1800.35                             | 166150                              | 1821                                | 23                                  | 6 - District de San Juan de la Virgen |
| Province de Zarumilla               | Zarumilla                           | 745.13                              | 20128                               | 1942                                | 5                                   | 1 - District de Zarumilla             |
| Province de Zarumilla               | Zarumilla                           | 745.13                              | 20128                               | 1942                                | 5                                   | 2 - District de Aguas Verdes          |
| Province de Zarumilla               | Zarumilla                           | 745.13                              | 20128                               | 1942                                | 5                                   | 3 - District de Papayal               |
| Province de Zarumilla               | Zarumilla                           | 745.13                              | 20128                               | 1942                                | 5                                   | 4 - District de Matapalo              |
| Province de Contralmirante Villar   | Zorritos                            | 2123.20                             | 54312                               | 1942                                | 14                                  | 1 - District de Zorritos              |
| Province de Contralmirante Villar   | Zorritos                            | 2123.20                             | 54312                               | 1942                                | 14                                  | 2 - District de Casitas               |
| Province de Contralmirante Villar   | Zorritos                            | 2123.20                             | 54312                               | 1942                                | 14                                  | 3 - District de Canoas de Punta Sal   |

### Autorités départementales

#### Régionales
Mandatures 2019-2022.
- Gouverneur régional : Wilmer Dios Benites du Mouvement régional indépendant de Faena.
- Vice-gouverneur régional : José Antonio Alemán Infante, du Mouvement régional indépendant de Faena (MRIF).
- Conseillers :
  - Province de Tumbes : Antonio Manuel Espinoza Soriano (Mouvement d'inclusion régional), George Govver Díaz Cruz (MRIF), Johnson Alexis Santamaría Pupuche (MRIF) et Ruddy Fiestas Girón (Parti de la démocratie directe).
  - Province de Contraalmirante Villar : Fredy Adalberto Boulangger Cornejo (MRIF).
  - Province de Zarumilla : Daniel Edgar Sanjinez Alarcón (MRIF) et José Albino Ortiz Zárate (Parti de la démocratie directe).

#### Religieuses
Vicaire général de Tumbes : Padre Pedro Talledo Nizama.

## Population
Au recensement de 2016, le département comptait 240 590 habitants.
Composition : La population est principalement composée de métis, mélange entre les tribus pré-inca Tumpis et Tallanes, les Espagnols, les créoles, les peuples africains, y compris les mulatos ou les zambos, et d'une petite communauté chinoise d'ascendance majoritairement cantonaise.
Selon le recensement de 1993, la région de Tumbes comptait 53 % d'hommes et 47 % de femmes.
Les immigrants d'autres régions représentent 29,4 % de la population et (0,2 %) des résidents sont nés dans un pays étranger. Les groupes d'immigrants les plus importants proviennent des départements de Piura (16,9 % de la population totale), de Lambayeque (3,7 %) et de la région de Lima (2,8 %).

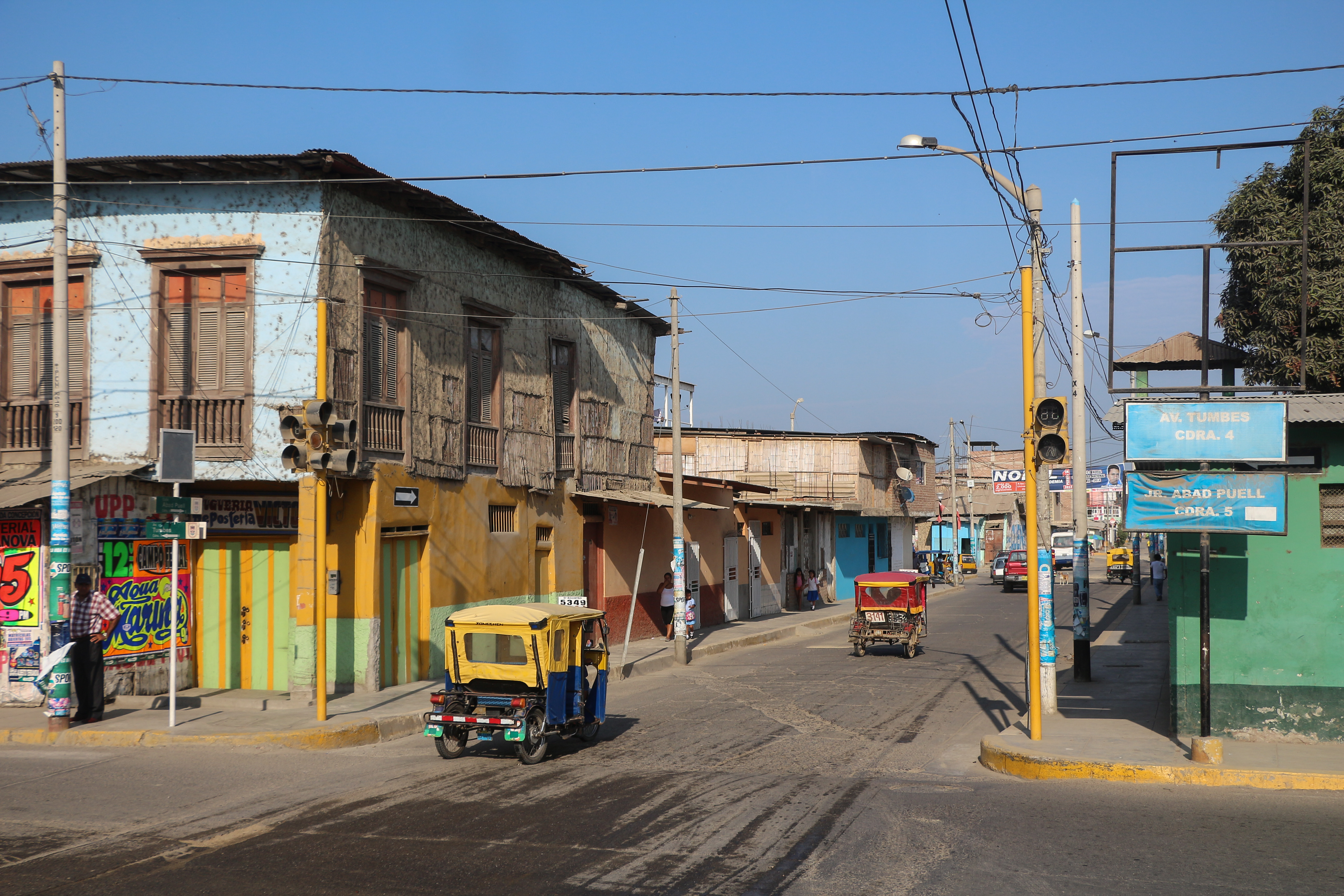
Un rue de Tumbes, capitale du département.

La population est majoritairement jeune avec 49,4 % de moins de 20 ans, 10,7 % de 20 à 24 ans, 26,6 % de 25 à 44 ans, 9,7 % de 45 à 64 ans et 3,5 % de 65 ans ou plus.
Langues : La majorité des habitants de la région (98,3 %) parlent l'espagnol comme langue maternelle; les autres langues parlées étant le quechua (0,4), des langues étrangères (0,1 %), l'aymara (60 locuteurs) et d'autres langues autochtones (0,1 %).
Éducation : Le taux d'alphabétisation dans la région est de 90,4 %. L'enseignement secondaire a été achevé par 31,8 % de la population et 4,5 % sont également diplômés de l'enseignement supérieur non universitaire, tandis que 2,3 % ont terminé des études universitaires. 45,9 % n'ont fréquenté que l'enseignement primaire et 5,9 % n'ont pas été scolarisés.

## Économie
Pêche et agriculture : Tumbes a une structure de production de type exportateur primaire, basée sur une agriculture intensive qui profite de toutes les terres humides ou irriguées. La culture principale et celle qui offre la plus grande rentabilité est le maïs. Le tabac, le riz, le coton, la banane, la patate douce et les arbres fruitiers sont également très répandus. Pendant de nombreuses années, Tumbes a été le principal fournisseur de tabac pour le marché national, jusqu'à ce qu'il soit dépassé par certains départements de la jungle. Cependant, il continue de fournir environ les deux tiers de la récolte du tabac péruvien, qui est en grande partie destinée à l'exportation.
L'agriculture est complétée par d'autres activités du secteur primaire, comme la pêche et la sylviculture. La mer territoriale de Tumbes et la zone des estuaires abritent un grand nombre de crustacés, mollusques, céphalopodes et poissons, qui font de la pêche une activité dynamique et rentable. Il y a aussi des élevages de bovins et de caprins.
Pétrole et mines : Dans toute la zone côtière, il y a des champs de pétrole et à Zorritos il y a un complexe pétrolier essentiellement dédié aux travaux de raffinage  des principales ressources minérales telles que le pétrole et le gaz. Le sous sol du département contient également des gisements de minéraux non métalliques tels que le charbon, la bentonite, le sel, le gypse et l'alun. Le charbon de bois est principalement obtenu à partir des forêts, considérées comme les meilleures du Pérou.
Tourisme : Les attractions touristiques de Tumbes sont à la fois naturelles et historiques. Le complexe archéologique de Cabeza de Vaca est en concurrence avec le sanctuaire national de la mangrove de Tumbes et le parc national de Cerros de Amotape, deux belles zones protégées. Sans oublier ses plages de sable fin et ses eaux chaudes, son climat tropical (entre 28 et 34°C) et sa gastronomie de plats à base de fruits de mer.
Bien que le département de Tumbes dispose de plusieurs réserves naturelles, toutes ne sont pas utilisées de manière adéquate, de sorte que sa performance économique n'a pas répondu aux attentes, la laissant comme la huitième économie du pays. La croissance n'a pas été durable, malgré le fait que la région se consacre aux exportations et aux industrie de l'énergie, en plus de son industrie touristique et hôtelière en pleine croissance qui lui a valu d'être parmi les endroits les plus visités du pays.

## Patrimoine culturel et historique

### Attractions touristiques
L'attraction principale de la région sont ses plages aux eaux cristallines (dont beaucoup conviennent à la pratique de sports nautiques), son sable propre, ses palmiers et ses paysages impressionnants (mangroves et estuaires dans le delta des rivières Tumbes et Zarumillana).
Au nord de la ville de Tumbes, les plages de Puerto Pizarro se détachent avec ses îles; Isla del Amor, Isla Correa, Isla Hueso Ballena et Isla de los Pájaros. Ces plages et la mer chaude sont idéales pour le surf et la plongée sous-marine. Les balades en barques de location à travers ses estuaires (rivières avec peu de courant où l'eau de mer se mêle à l'eau douce) comme La Chepa sont une demande forte. Puerto Pizarro est la porte d'entrée du sanctuaire national des mangroves. Les mangroves ont formé de vastes touffes de forêts côtières tolérantes à l'eau salée qui ont créé un écosystème unique reliant le fleuve et la mer. Les mangroves sont le lieu de reproduction des pétoncles noirs, qui sont servis dans le plat le plus célèbre de Tumbes, le ceviche de pétoncle noir.
Au sud, les plages de Caleta La Cruz, Puerto Loco, Santa Rosa, Acapulco et Zorritos sont adaptés pour recevoir de plus grands bateaux de pêche et les yachts. En continuant vers le sud, on trouve Bocapán, Cancas et Punta Sal. Cette dernière dispose d'une bonne infrastructure hôtelière et est l'une des plages les plus attrayantes du Pérou. Le sable blanc pur, le soleil et le climat chaud toute l'année, et une mer idéale pour les sports nautiques, font de la plage de Punta Sal l'une des plus belles de la côte péruvienne. Au sud de Tumbes se trouve Zorritos, la ville qui a reçu son nom des travailleurs impliqués dans le forage du premier puits de pétrole de la région, en 1863. Non loin de Zorritos se trouvent des sources chaudes naturelles bouillonnantes d'iodé sels et les bains de boue médicinale d'Hervideros à 5 km de Bocapán, dont les eaux sont à 30 °C ont été étudiées par Antonio Raimondi en 1882.
Mais ses grandes attractions sont le sanctuaire national des Manglares de Tumbes et le parc national de Cerros de Amotape, tous deux constituant la réserve de biosphère de Tumbes, reconnue par l'UNESCO.
Le parc national de Cerros de Amotape, abrite deux grands écosystèmes: la forêt sèche équatoriale dans laquelle on peut trouver des renard de Magellan (Lycalopex culpaeus), des cerfs et environ 400 espèces d'oiseaux. La zone de la forêt tropicale du Pacifique y abrite des pumas, des jaguars, l'ocelot, la loutre à logue queue (Lontra longicaudis), le crocodile américain (Crocodylus acutus) et diverses espèces de singes. C'est un écosystème très similaire à la selva alta.

Quelques-uns des oiseaux endémiques de Tumbes.
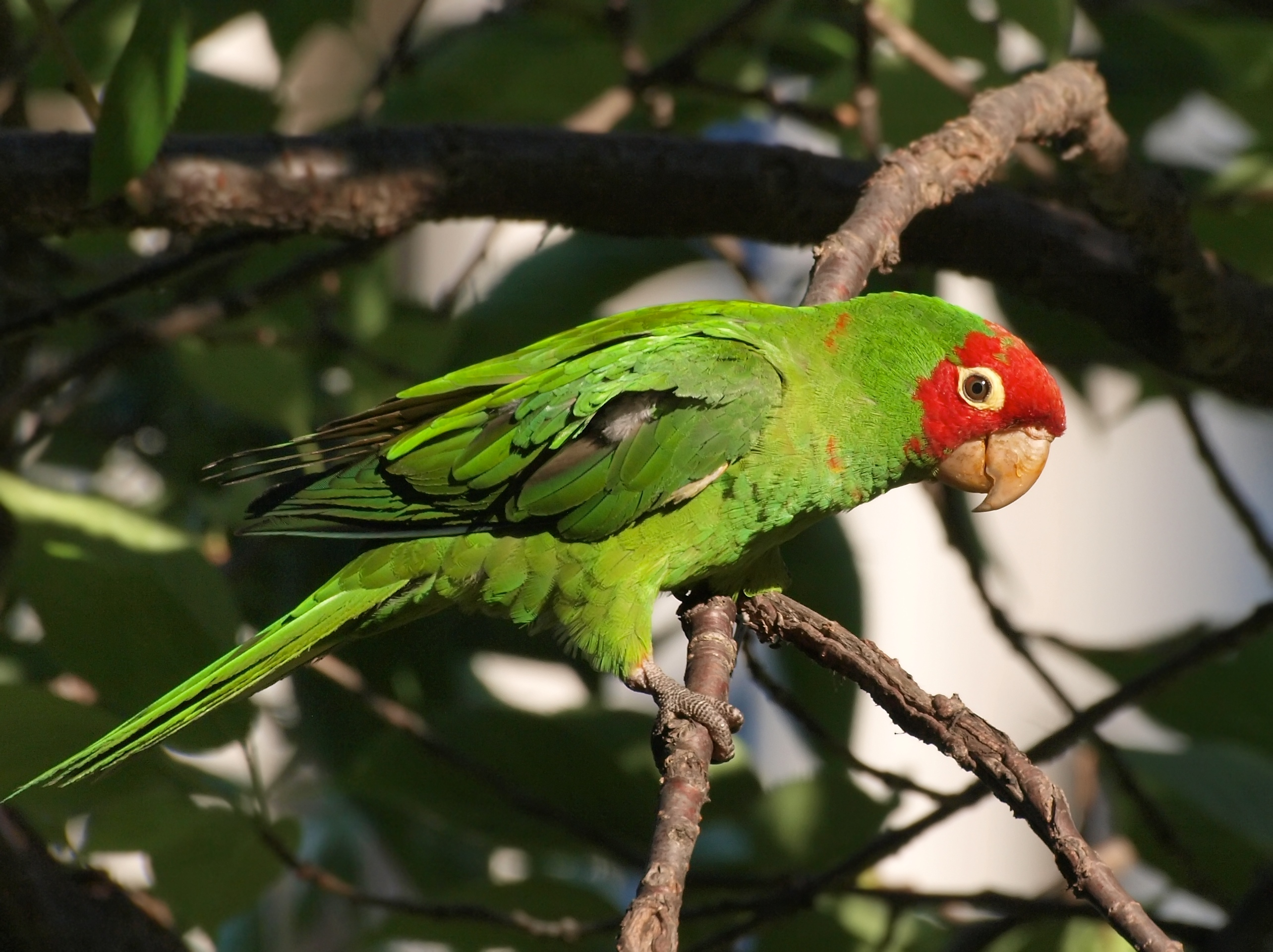
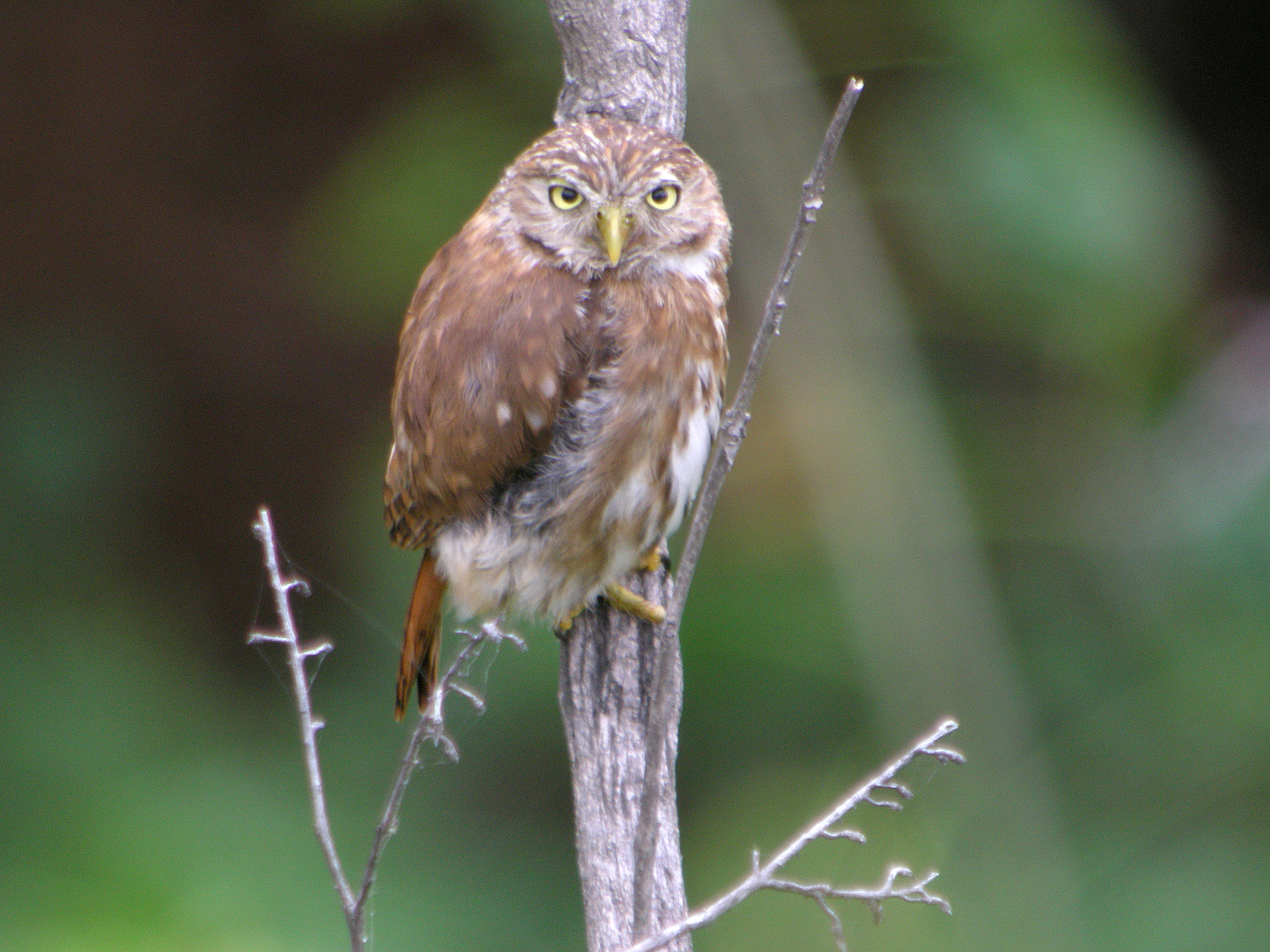
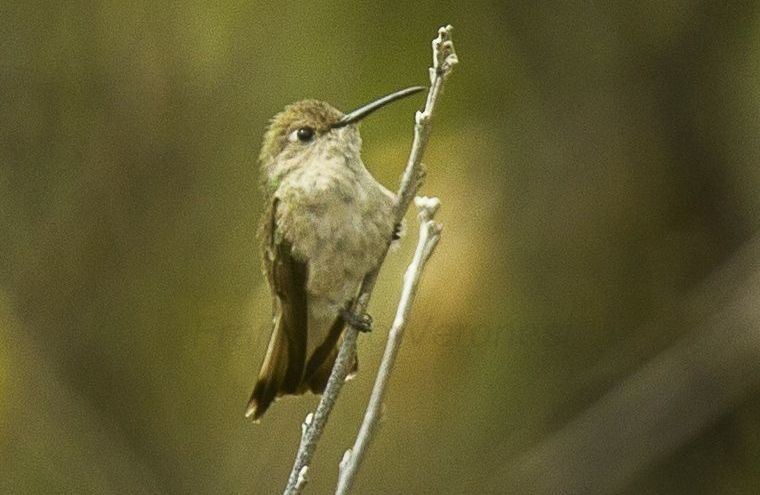
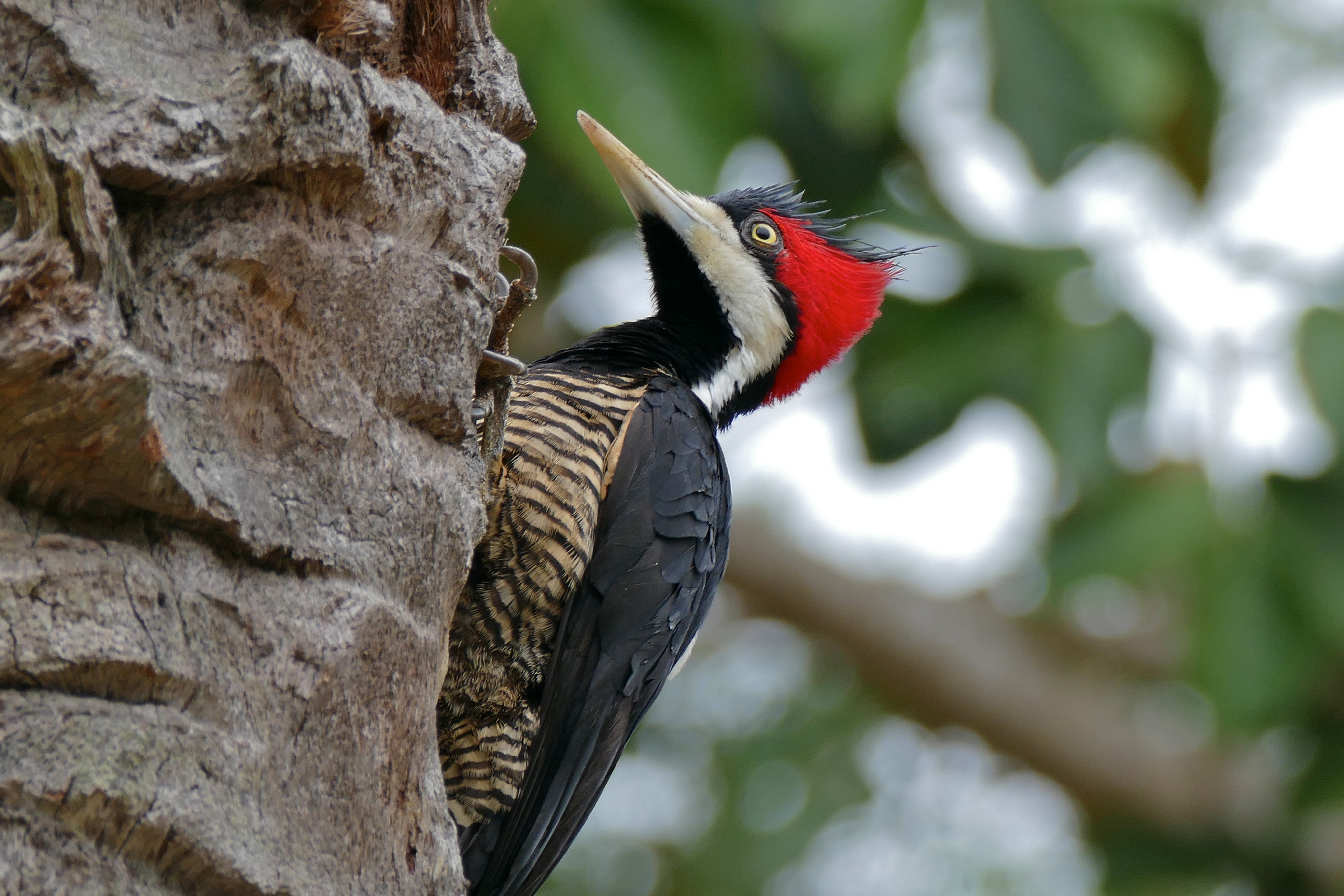

La zone de conservation privée de Palo Santo, à seulement 15 minutes de la ville de Tumbes permet d'apprécier à la fois la côte désertique et les zones de mangrove à partir d'un point de vue situé à 15 m de haut.
Il y a aussi des sources chaudes comme le geyser de la Pampa de los Chivatos, eau qui jaillit à 35 °C et expulse l'eau à 1 m de haut. Les bains de boue médicinale d'Hervideros à 5 km de Bocapán, dont les eaux sont à 30 °C ont été étudiées par Antonio Raimondi en 1882.
Le fait que Tumbes se trouve si près de l'équateur a déterminé son paysage, qui regorge de plantes.

### Gastronomie
Parmi les plats d'entrée, on peut citer les ceviches de poisson, les pétoncles, les crevettes, le cocktail de crabe et crevette, le calmar frit, le pionono de fruits de mer, diverses soupes de poissons et fruits de mer ; caldo de bolas (es), chilcano (caldo) (es), parihuela (sopa) (es). Parmi les plats principaux figurent également le riz aux pétoncles, le riz aux fruits de mer, les pétoncles rouges et noires, le majarisco (es), le seco de cabrito (es) et les tamales verts.
Tous ces plats typiques de la cuisine tumbesina sont à base de fruits de mer recouverts de bouillon de yucca et de boulettes de banane, avec viande, poivrons rouges, œufs, olives, raisins secs, farine, coriandre et autres épices.
Les autres spécialités comprennent l'omelette aux crevettes, la soupe de crabe et l'omelette à la chair de crabe.
Une boisson typique de la région est le chinguirito, une boisson alcoolisée obtenu en combinant le lait d'une noix de coco molle (pipa) avec la célèbre eau-de-vie de raisin appelée pisco.

### Folklore
Le folklore typique de Tumbes est la Danza de la Pava qui est une sorte de tondero au rythme d'une valse péruvienne. La cumanana (es) qui vient de Tumbes même, la valse péruvienne et aussi le Sanjuanito (es), une danse typique de Tumbes sont également populaires.
Comme tout le pays, le département de Tumbes célèbre de nombreuses festivités religieuses, comme la fête de la virgen del perpetuo Socorro Homenaje al Señor de Chocán, l'hommage au Seigneur des Miracles (señor de los milagros) entre autres.

Galerie
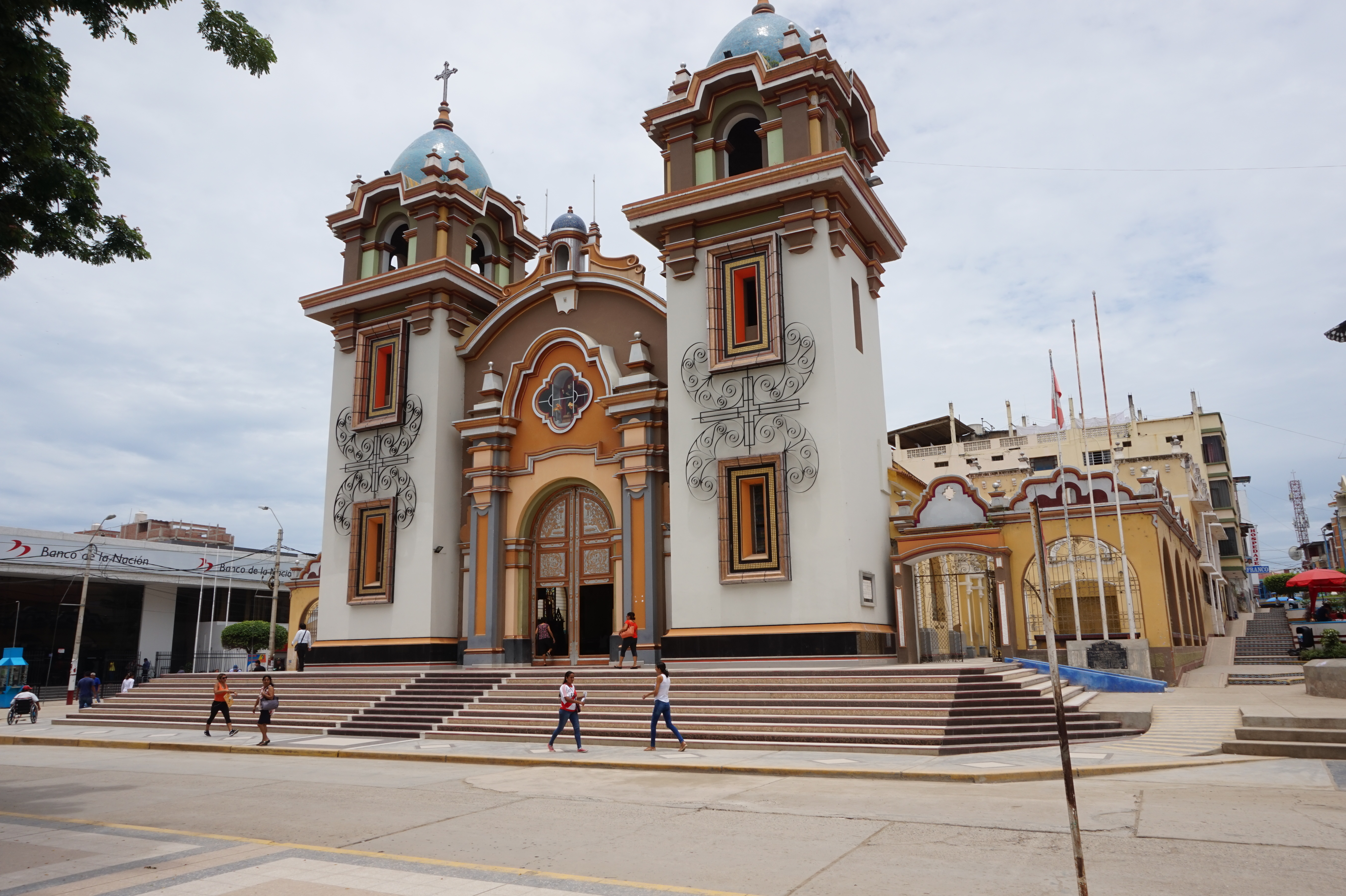
Église de Tumbes.
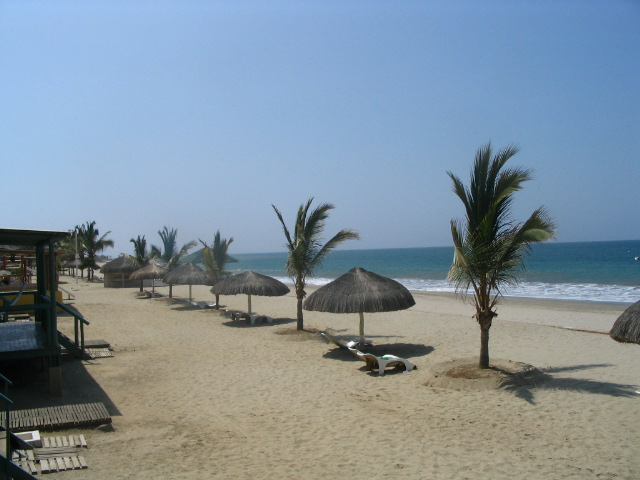
Plage de Punta sal.
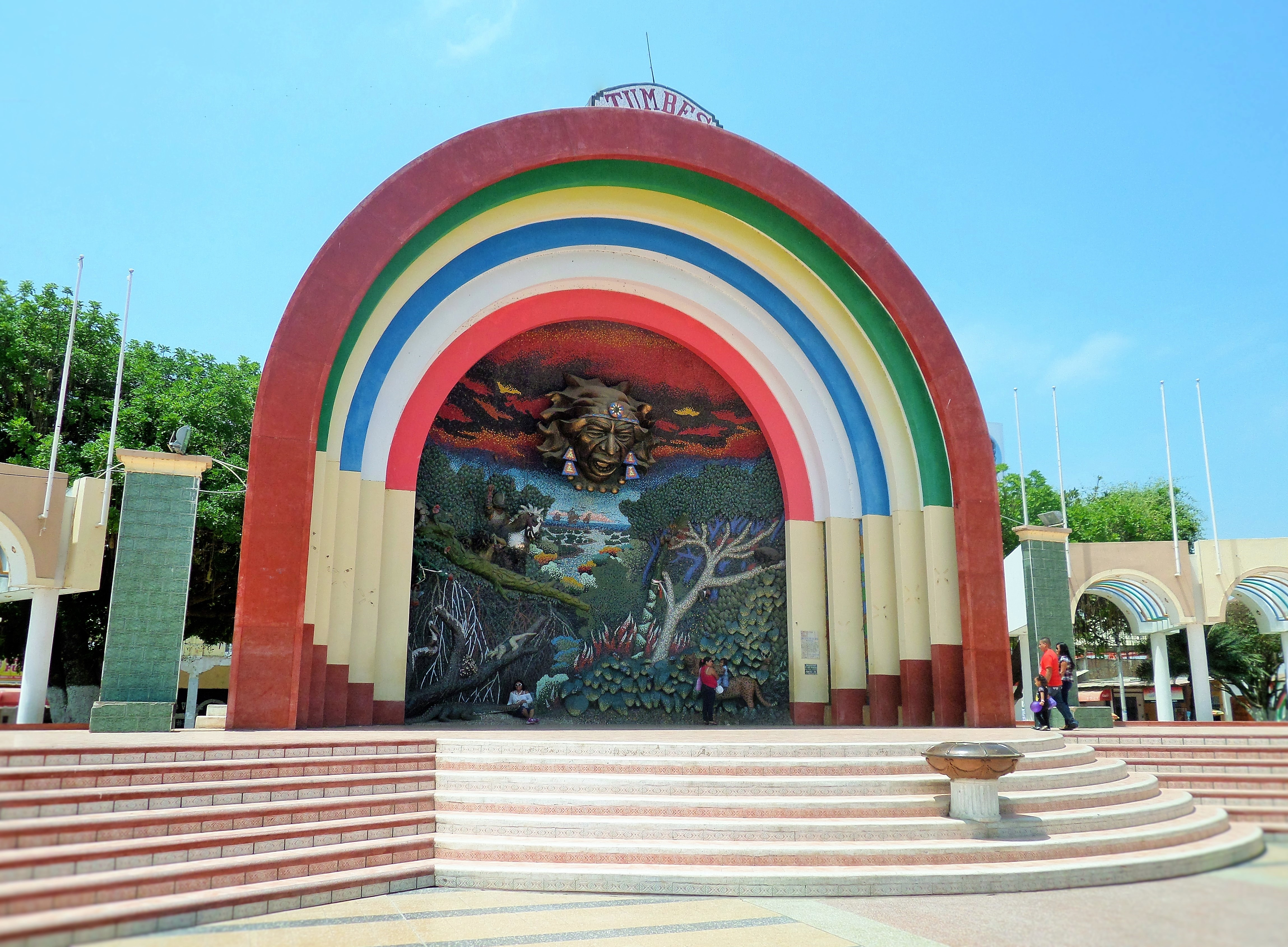
Amphithéatre de la place d'armes de Tumbes.